# Mizuhopecten
Mizuhopecten is een monotypisch geslacht van tweekleppigen uit de familie van de Pectinidae (mantelschelpen).

## Soort
- Mizuhopecten yessoensis (Jay, 1857)